# Травля (фильм, 1944)
«Травля» (швед. Hets) — художественный фильм шведского режиссёра Альфа Шёберга. Первый экранизированный сценарий Ингмара Бергмана.

## Сюжет
Ян-Эрик Видгрен — ученик старших классов в средней шведской школе, в которой все боятся преподавателя латыни с характерной кличкой Калигула. Ян-Эрик встречается с девушкой Бертой, работающей в табачной конторе и влюбляется в неё. Однажды она сознаётся, что её преследует один садист, но умалчивает, что это — Калигула.

## В ролях
| Актёр             | Роль          |
| ----------------- | ------------- |
| Стиг Йеррель      | Калигула      |
| Альф Челин        | Ян-Эрик       |
| Май Сеттерлинг    | Берта         |
| Олоф Виннерстранд | психоаналитик |

## Съёмочная группа
- Режиссёр Альф Шёберг
- Продюсеры — Харальд Муландер, Виктор Шёстрём
- Звукорежиссёр — Гастон Корнелиус
- Ассистент звукорежиссёра — Лённарт Свенссон
- Композитор — Хильдинг Русенберг
- Дирижёр — Эрик Таксен

## Призы и награды
- 1946 — Гран-при Каннского кинофестиваля.
- 1947 — номинация на Золотого льва Венецианского кинофестиваля